# Cours boursier
 (juillet 2012).
Si vous disposez d'ouvrages ou d'articles de référence ou si vous connaissez des sites web de qualité traitant du thème abordé ici, merci de compléter l'article en donnant les références utiles à sa vérifiabilité et en les liant à la section « Notes et références ».

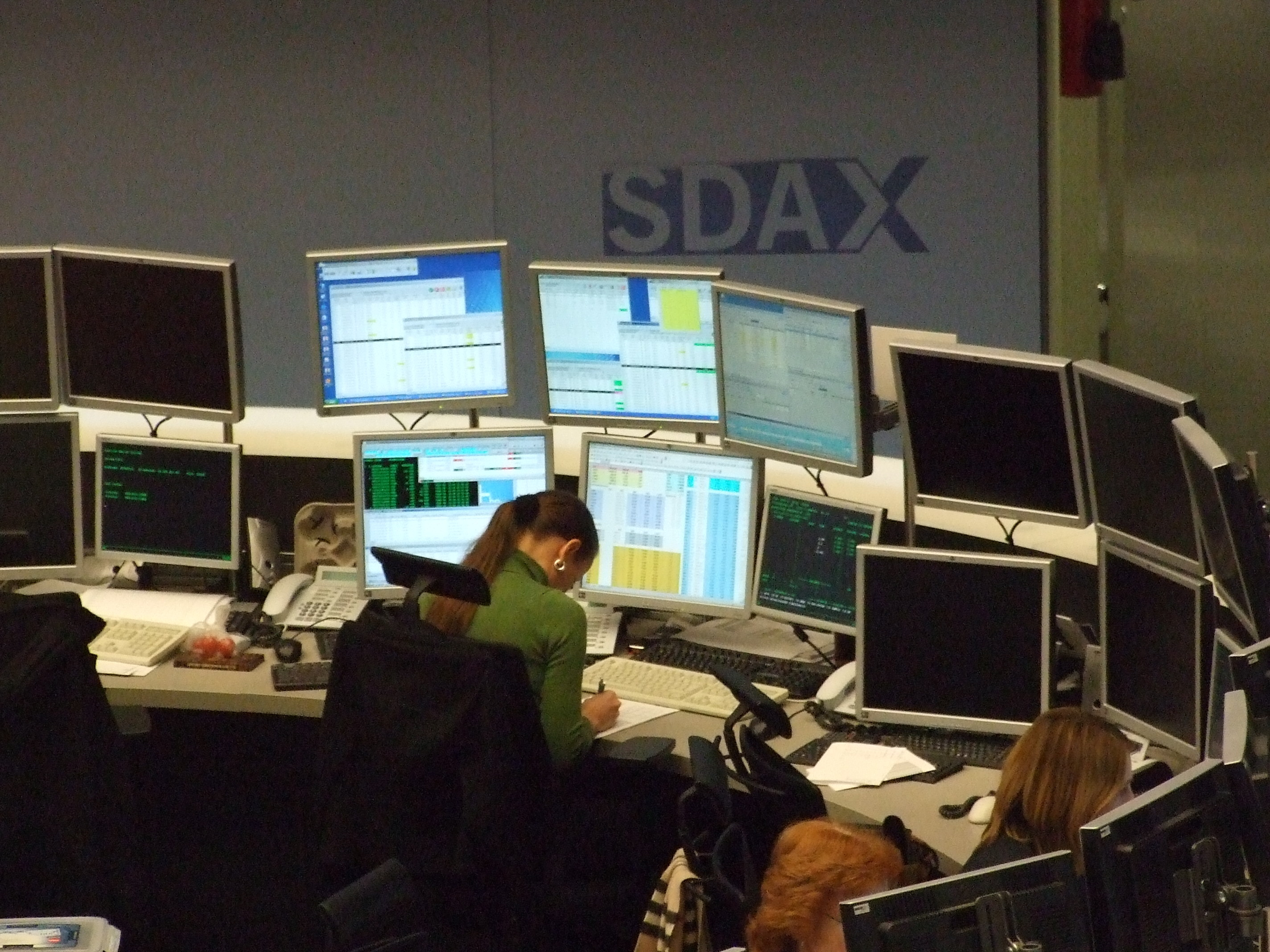
Place de travail du parquet à la Bourse de Frankfort

Le cours boursier d'une action, ou d'un autre titre côté, est le prix auquel s'échangent de tels titres sur les marchés boursiers. Ce cours varie selon l'offre et la demande, avec un système modérateur destiné à éviter les fluctuations plus ou moins erratiques.

## Formation du cours
Le cours de bourse d'une valeur est formé à partir des transactions elles-mêmes déclenchées par les données inscrites dans son carnet d'ordre.
Le carnet d'ordre regroupe les ordres d'achats et les ordres de ventes des clients de la bourse. Lorsque le prix d'un ordre d'achat correspond aux prix demandés à la vente, la transaction est effectuée. On peut considérer ce prix comme le prix d'équilibre. (Il est calculé de façon à satisfaire le plus grand nombre de ces ordres.) Les autres ordres restent un temps défini en attendant de rencontrer preneur. Lorsque la demande d'achat et la demande de vente ne se rencontrent pas, le titre n'est pas côté,.
Quand une valeur est cotée en continu, le cours change à chaque fois que des ordres d'achats et des ordres de ventes peuvent se satisfaire mutuellement. Le cours de clôture est le dernier cours d'une séance de cotation, le cours d'ouverture est le premier cours d'une séance.

### Mode de cotation
A la bourse de Paris, différents modes de cotation sont utilisés comme par exemple fixing A, fixing B, continu A et continu B,.

### Modes d’exécution
En France, différents mode d'exécution existent:
- Les marchés réglementés, comme Euronext, réglementés notamment par des directives européennes comme la directive 2004/39/CE[5]
- Les systèmes multilatéraux de négociation, agréés en France par l’Autorité des Marchés Financiers (AMF), dont Alternext et le Marché libre.
- Les prestataires de services d’investissement agissant par voie d’internalisation systématique.

## Approche de la valeur
Le cours de bourse d'une action est généralement considéré comme traduisant sa valeur réelle, en tant que donnée tangible et objective par rapport aux valeurs basées sur des estimations.
Ce cours se rapproche plus ou moins, avec de grands écarts possibles, puisque l'offre et la demande font loi[réf. nécessaire], des estimations de valeur faites par des méthodes théoriques d'évaluation d'entreprise et basées sur des anticipations, donc comportant une certaine subjectivité tant de l'évaluateur que du modèle utilisé.
Ces méthodes ne peuvent donc donner qu'un cours potentiel estimé, aussi appelé la « valeur intrinsèque », qui aide éventuellement l'investisseur en bourse à prendre ses décisions d'achat et vente.
Le problème de la valeur réelle se pose davantage en l'absence de cotation en bourse, donc de référence de prix. C'est là que[réf. nécessaire] les estimations théoriques de valeur peuvent servir de bases de négociation en cas de prise de participation.

### Cotation double et multi-cotation
Le terme Cotation double est utilisé pour les sociétés cotées sur deux marchés; le terme multi-cotation pour les sociétés cotées sur plusieurs marchés. Ceci n'est en théorie plus nécessaire depuis l’internationalisation des marchés financiers mais peut encore se pratiquer. L'inconvénient d'une double cotation est que les transactions s'orientent vers le marché le plus liquide, les transactions sur l'autre place ne représentant alors que 5% du total sont moins liquides.
La moindre liquidité sur la bourse de moindre cotation conduit à un spread (une fourchette) — écart entre le prix acheteur et le prix vendeur — plus important. Ceci encourage les investisseurs à effectuer leurs opérations sur la place dominante plutôt que sur une place secondaire.
Le cours peut également être influencé par différents autres mécanismes comme le fixing (ou fixage en français) à l'ouverture et à la fermeture de la bourse. L'automatisation des salles de marché change également la dynamique des cours de bourse.

### Penny stock
Se dit des actions dont le cours est inférieur à 1 euro ou 1 dollar. Elles sont aussi appelées en français « actions cotées en cents » ou dans le registre familier « valeurs à quatre sous ».
Les sociétés dont les actions sont des penny stock sont des sociétés qui ont fait de mauvais résultats et dont les actions ont beaucoup baissé.
Dans le passé, cela a été le cas de Eurotunnel, EuroDisney, Thomson, PagesJaunes, Alstom.
Les sociétés en penny stock sont perçues en général de façon négative, car elles ont eu de mauvais résultats dans le passé.
Mais elles sont appréciées par les traders à court terme. En effet, les variations de cours minimum sont de 0,1 Euro.
Cela veut donc dire que quand le cours d'une penny stock varie, c'est au moins de +/- 10 % (variation de cours de +/- 0,1 Euro / Cours de 1 Euro maxi).
C'est donc une variation très forte en pourcentage, qui est utilisée par les traders à court terme.
D'autant que les penny stocks sont peu liquides. Les faibles volumes de transactions les rendent difficiles à trader. Le faible cours et ce manque de liquidité facilite des manipulations financières, à la hausse ou à la baisse.
Les penny stock peuvent évoluer de différentes façons :
- elles stagnent et restent dans cette catégorie ;
- la société fait des résultats encore pire et fait l'objet d'une liquidation judiciaire. Les titres sont alors radiés ;
- la société pratique un regroupement d'actions : si l'action fait 0,5 Euro et que le regroupement se fait à 1 pour 100, elle échange 100 anciennes actions à 0,5 Euro, contre 1 nouvelle action à 50 Euros. Pour l'actionnaire, c'est neutre, mais cela permet à la société de quitter son statut de penny stock ;
- la société met en œuvre un plan de redressement et le cours remonte. Elle mettra probablement en œuvre le regroupement d'actions évoqué ci-dessus pour quitter le statut de penny stock. Cela a été le cas par exemple lors du redressement d'Alstom.

## Manipulation
Une manipulation du cours est une manipulation des cours des marchés financiers par différentes techniques. Il s'agit d'un délit qui s'apparente à une escroquerie. Ces manipulations sont traquées par les autorités surveillant les marchés financiers, telle que l'AMF en France, et réprimées par le droit boursier.